# 歐登堡的索菲·夏洛特
歐登堡的索菲·夏洛特（德語：Sophie Charlotte von Oldenburg，1879年2月2日—1964年3月29日），歐登堡大公腓特烈·奧古斯特二世的女兒，母親是普魯士的伊麗莎白·安娜。
1906年，索菲·夏洛特與德皇威廉二世的次子艾特爾·腓特烈結婚。由於艾特爾·腓特烈對妻子不忠誠，兩人的婚姻關係並不和諧。1926年，索菲·夏洛特與艾特爾·腓特烈離婚。隔年，索菲·夏洛特與平民哈拉爾·范·赫德曼（Harald van Hedemann）結婚。